# دانشگاه مونت آلیسون

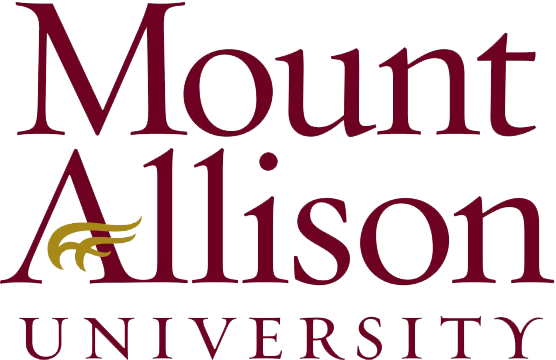
لوگوی دانشگاه مونت آلیسون

دانشگاه مونت آلیسون (به انگلیسی: Mount Allison University) دانشگاه هنرهای آزاد و رشته‌های علوم است که در شهر سکویل در استان نیوبرانزویک کانادا واقع شده‌است. این دانشگاه درجه یک را در دانشگاههای کانادا در ۱۷ سال از ۲۳ سال اخیر بنا به اظهار مجله ماکلین دارا می‌باشد (در رده دانشگاههای کارشناسی). دانشگاه مونت آلیسون اولین دانشگاه در امپراتوری بریتانیا بود که اولین بار مدرک کارشناسی را در سال ۱۸۷۵ به یک زن گریس آنی لوخارت اهدا کرد.

## تاریخچه
منشأ دانشگاه مونت آلیسون به آکادمی پسران که در سال ۱۸۳۹ توسط یک بازرگان مذهبی بنام چارلز فردریک آلیسون تأسیس شد برمی گردد. پدر بزرگ او از ایرلند به کانادا در اواخر سده هجده میلادی مهاجرت کرده بود. او در یک مهمانی شام با حضور مستوفی محلی که برای جمع آوری مالیات آمده بود و خانواده آلیسون میز بسیار مرتبی همراه با قاشق‌های نقره برای وی ترتیب داده بودند او بعد از شام گفت شما که توانایی و استطاعت تهیه قاشق نقره را دارید باید مالیات بیشتری بپردازید. بعد از آن آلیسون به سرعت از ایرلند خارج شد. این قاشق‌های نقره در دانشگاه آلیسون در کتابخانه مرکزی در معرض نمایش قرار دارد.